# Maison Mentzendorff
La maison Mentzendorff (en letton : Mencendorfa nams) est un bâtiment historique de Riga, désormais accessible comme musée.

## Histoire
Le bâtiment a été construit en 1695 comme maison d'un homme germano-balte à Altriga. Elle fut ensuite habitée par des commerçants qui installèrent des salles de vente au rez-de-chaussée. August Mentzendorff, dernier propriétaire de la maison jusqu'en 1939, faisait le commerce des importations de café et de chocolat.
Après le rétablissement de l'indépendance de la Lettonie, Dietrich A. Loeber (1923-2004) transforma la maison en musée d'histoire de la ville. Sa mère était Emilie Loeber née Mentzendorff (1881-1972), fille d'August Mentzendorff (1821-1901) et épouse d'August Loeber. Affilié au musée d'histoire de la ville de Riga et ouvert en 1992, le musée s'étend sur quatre étages et donne une idée de la vie des riches habitants de Riga du XVIIe au XXe siècle. Il contient des peintures murales et du mobilier restaurés des XVIIe et XVIIIe siècles.

## Liens
- Site officiel
- Notices d'autorité :   - VIAF
  - GND
  - Lettonie
- Site Internet du musée